# Enemigo Público (banda)
Enemigo Público es una banda de punk rock formada en 1989 en Quito, Ecuador.

## Trayectoria
La agrupación surgió en el barrio El Calzado, al sur de la ciudad de Quito, inicialmente bajo el nombre de Crossing Over, en 1989. En 1991 consolidan su alineación con Diego Naranjo como guitarrista y cantante, Johnny Palacios en la batería y Juan Carlos Achig en el bajo, tomando el nombre definitivo de Enemigo Público. El mismo año editan su primer demo casete, Leyes Decadentes, con un sonido notoriamente influenciado por el sonido punk de la escena colombiana.
En 1996 la banda publica Anti Represión, con Tino Enríquez como nuevo cantante, Jhonathan Camino en el bajo y Jhonny Palacios en la batería, manteniéndose de la alineación original Diego Naranjo, exclusivamente en la guitarra. El 26 de agosto de ese mismo año, durante un concierto en Solanda junto a los grupos Mortal Decision y Disturbio Urbano, la policía reprimió a varios de los asistentes, ante una supuesta orden del presidente de ese entonces, Abdalá Bucaram.
En 1998, tras la partida a España de sus integrantes originales Juan Carlos Achig y Jhonny Palacios, Enemigo Público se separa hasta el año 2007, incorporando a Cristian Paredes en la batería y Christian Herrera como primera guitarra, lanzando el EP Nunca Más, esta vez con una muy marcada influencia del sonido punk español, manifiesto sobre todo en su siguiente álbum de 2009, Crónicas libertarias, que sería el último trabajo con participación del guitarrista y último miembro original de Enemigo Público, Diego Naranjo.
En 2012, luego de la incorporación de John Martínez a la batería y Álvaro Quimbita al bajo, Enemigo Público edita La Revuelta, al que seguiría su última producción de 2014, A mis amigos.
La banda ha participado en distintos eventos locales, entre ellos el Rockmiñawi, Femrock Fest y más.

## Alineación
- Tino Enríquez (voz)
- Cristhian "El Brujo" Herrera (guitarra)
- Álvaro "Abuelo" Quimbita (bajo)
- John "Pichón" (batería)

## Discografía
- Leyes Decadentes (1991)
- Anti Represión (1996)
- Nunca Más (EP, 2007)
- Crónicas Libertarias (2009)
- La Revuelta (EP, 2012)
- A mis amigos (2014)